# Darren Peacock
Darren Peacock, angleški nogometaš in trener, * 3. februar 1968, Bristol, Anglija, Združeno kraljestvo.